# Blasicrura
Blasicrura is een geslacht van weekdieren uit de klasse van de Gastropoda (slakken).

## Soorten
- Blasicrura interrupta (J.E. Gray, 1824)
- Blasicrura pallidula (Gaskoin, 1849)
- Blasicrura summersi (Schilder, 1958)